# Pecan Park (Nuevo México)
Pecan Park es un lugar designado por el censo ubicado en el condado de Luna en el estado estadounidense de Nuevo México. En el Censo de 2010 tenía una población de 75 habitantes y una densidad poblacional de 268,13 personas por km².

## Geografía
Pecan Park se encuentra ubicado en las coordenadas 32°16′14″N 107°40′26″O / 32.27056, -107.67389. Según la Oficina del Censo de los Estados Unidos, Pecan Park tiene una superficie total de 0.28 km², de la cual 0.28 km² corresponden a tierra firme y (0%) 0 km² es agua.

## Demografía
Según el censo de 2010, había 75 personas residiendo en Pecan Park. La densidad de población era de 268,13 hab./km². De los 75 habitantes, Pecan Park estaba compuesto por el 96% blancos, el 0% eran afroamericanos, el 0% eran amerindios, el 0% eran asiáticos, el 0% eran isleños del Pacífico, el 1.33% eran de otras razas y el 2.67% pertenecían a dos o más razas. Del total de la población el 18.67% eran hispanos o latinos de cualquier raza.